# Sacharoff (Werefkin)
Sacharoff ist der Titel eines Gemäldes, das die russische Künstlerin Marianne von Werefkin im Jahre 1909 in München malte. Das Werk gehört zum Bestand der Fondazione Marianne Werefkin (FMW) in Ascona. Es trägt dort die Inventar-Nummer FMW-0-0-15. Die zugehörige Skizze, eine Gouache mit der Inventar-Nummer FMW-45-16-644-a16/13, befindet sich ebenso in der Sammlung der FMW.

## Technik und Maße
Es handelt sich um eine Temperamalerei auf Karton, 73,5 × 55 cm.

## Ikonographie
Dargestellt ist der Tänzer Alexander Sacharoff. Eine tiefe Freundschaft verband den Tänzer mit Werefkin und Alexej Jawlensky. Ursprünglich studierte Sacharoff in Paris an der Académie Julian Malerei. 1905 entschloss er sich plötzlich, als Achtzehnjähriger Tänzer zu werden. Sein Vorhaben, die Malerei aufzugeben, wurde als „wahnwitzig“ empfunden, denn es schien unvorstellbar, dass ein erwachsener Mensch eine akrobatische Kunst erlernen könne, die von Kindesbeinen an kontinuierlich geübt sein will. Damals soll Sacharoff alle seine bis dahin entstandenen Zeichnungen und Gemälde verbrannt haben. Aus dieser frühen Phase haben sich nur jene Arbeiten erhalten, die in den Besitz der Werefkin gelangt waren.

## Erneuerung der Tanzkunst durch Bilderfolgen
Als Sacharoff nach München kam, begründete er dort seine Karriere, indem er ungewöhnlicherweise mit Malern – nämlich Werefkin und Jawlensky seine Rollen besprach und einübte.
Der ehemalige Maler wollte die Tanzkunst, die bislang als reine Bewegungsabläufe gestaltet wurden, als Bilderfolgen erneuern. In diesen spielten seine Körperhaltung in verschiedenen Senkrechten, Waagerechten und Schrägen neben einer Fülle von Gesten der Arme, Hände und Beine eine ebenso entscheidende Rolle, wie die farbliche Gestaltung seiner Kostümierung, die mit der Bühnendekoration in Einklang zu bringen war. Verschiedene Kunstgattungen in effiziente Wechselwirkung zu bringen, war so neu eigentlich nicht. Konnte man doch auf die Erfahrungen der Theaterexperimente von Abramzewo zurückgreifen.

## Stilisierungen und Einflüsse

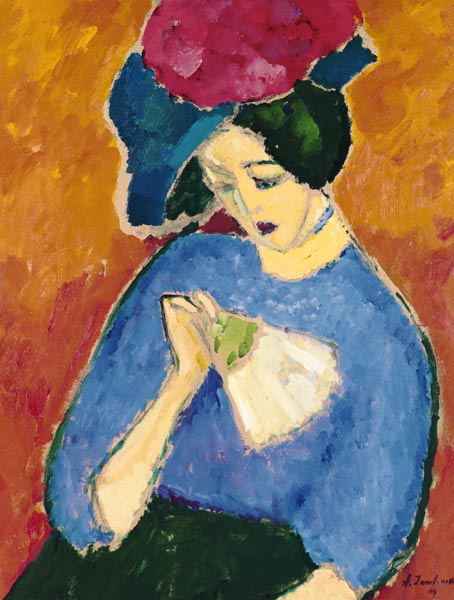
Alexej Jawlensky: Dame mit Fächer, 1909

Japanische Einflüsse verrät das Sacharoff-Bildnis der Werefkin. Als es entstand, war Sacharoff fast täglich in der Giselastraße, um seine Rollen einzuüben. Dankbar nahm er Werefkins und Jawlenskys Hilfen an und diente ihnen bereitwillig in verschiedenen Posen und Kostümen als Modell, zum Beispiel zu Jawlenskys Dame mit Fächer.
Werefkin nahm in ihrem Porträt Sacharoffs stärkere Stilisierungen vor als Jawlensky. Das Gesicht des Tänzers vereinfachte sie deutlich zur Maske, die eine genaue Kenntnis japanischer Holzschnitte erfordert. Die Tatsache, dass Werefkin das Bild Ton-in-Ton, in Blau, nach der Manier von Louis Anquetin malte, verweist gleichzeitig auf die französischen Künstler des Pariser Petit Boulevard, z. B. van Gogh, Bernard, Toulouse-Lautrec u. a., die Werefkin sehr hoch einschätzte. Ihr Wissen um deren Kunst transportierte sie in ihren Freundeskreis nach München.